# Schlesinger (cráter)

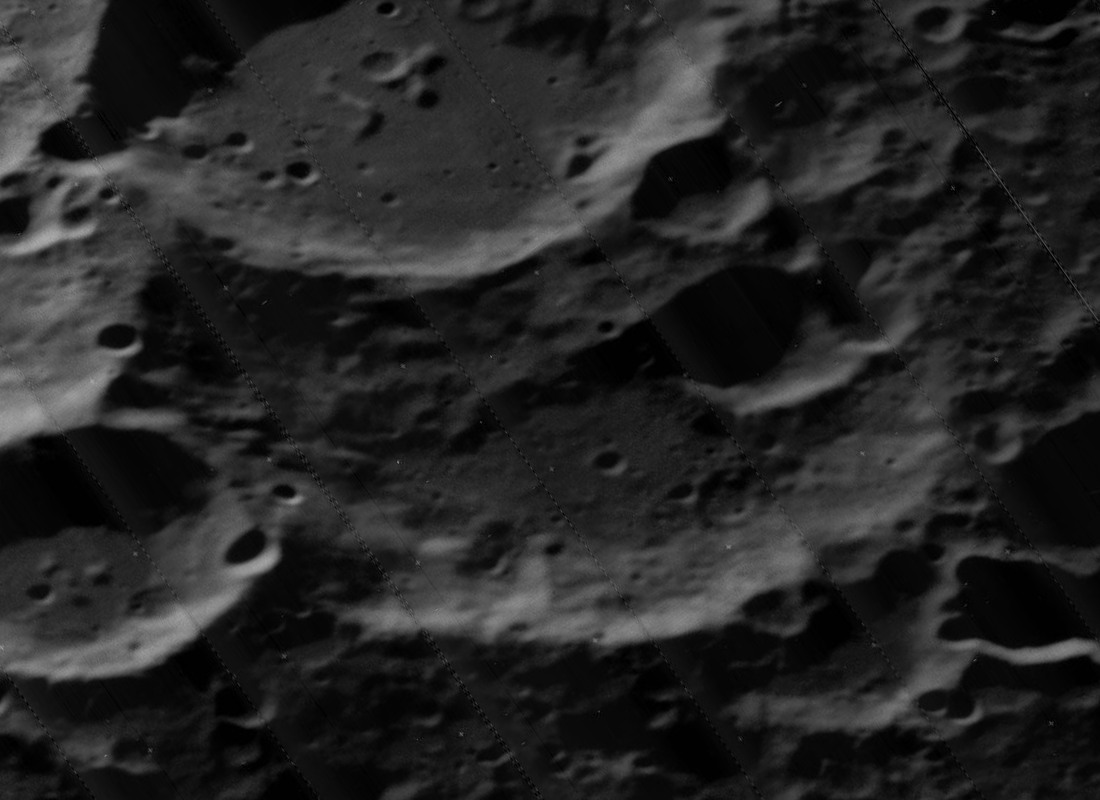
Imagen oblicua de la misión Lunar Orbiter 5

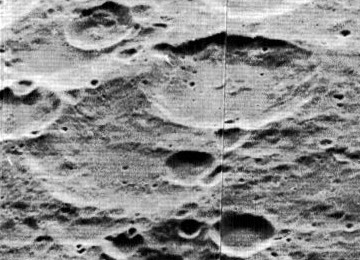
Vista oblicua de Esnault-Pelterie (arriba derecha) y de Schlesinger (abajo izquierda), desde el Lunar Orbiter 5

Schlesinger es un cráter de impacto perteneciente a la cara oculta de la Luna. El cráter Esnault-Pelterie invade la parte occidental del borde de Schlesinger. Sus rampas exteriores también cubren la mitad del suelo interior del cráter vecino, dejando una silueta en forma de media luna. Al sur-suroeste de Schlesinger se encuentra el cráter Von Zeipel y al sureste se localiza Quetelet.
|  |

Además de la superposición de Esnault-Pelterie, el borde de Schlesinger está cubierto por el cráter satélite Schlesinger M en su lado sur, y por un pequeño cráter en el lado norte. El resto del brocal aparece muy desgastado, adquiriendo un perfil redondeado. Solo la mitad del suelo interior queda sin recubrir, presentando una superficie relativamente nivelada y tan solo marcada por algunos pequeños cráteres.

## Cráteres satélite
Por convención estos elementos son identificados en los mapas lunares poniendo la letra en el lado del punto medio del cráter que está más cercano a Schlesinger.
|             | \| Schlesinger \| Coordenadas \| Diámetro \| \| ----------- \| ------------------------------- \| -------- \| \| A \| 50°06′N 137°12′O / 50.1, -137.2 \| 32 km \| \| B \| 51°24′N 134°54′O / 51.4, -134.9 \| 66 km \| \| M \| 45°12′N 138°30′O / 45.2, -138.5 \| 45 km \| |          |
| Schlesinger | Coordenadas | Diámetro |
| A           | 50°06′N 137°12′O / 50.1, -137.2 | 32 km    |
| B           | 51°24′N 134°54′O / 51.4, -134.9 | 66 km    |
| M           | 45°12′N 138°30′O / 45.2, -138.5 | 45 km    |